# Carnaval de Las Palmas de Gran Canaria
El Carnaval de Las Palmas de Gran Canària és un dels carnavals més famosos d'Espanya, que se celebra cada any el mes de febrer a Las Palmas de Gran Canària.
Els esdeveniments inclouen la Gala de la Reina i la Gala de la Drag Queen. La desfilada o cavalcada principal és vista per 200.000 persones cada any al llarg d'una ruta de sis quilòmetres que travessa la ciutat. El 2023 va ser declarat festa d'interès turístic internacional, sent el cinquè carnaval a Espanya a aconseguir-ho després dels de Santa Cruz de Tenerife i Cadis (1980), Águilas (2015) i Badajoz (2022).
El Carnaval de Las Palmas ha estat involucrat en la polèmica diverses vegades. En el passat hi va haver certa controvèrsia perquè una banda anomenada "Los Indianos", provinent de la vila de Santa Cruz de la Palma, volia unir-se al carnaval de Las Palmas, o la creació entre els actes de Carnaval de Las Palmas d'un acte similar al "Carnaval de dia" de l'Carnaval de Santa Cruz de Tenerife i el d'utilitzar el mateix model de retransmissió de Tenerife.
La Gala de la Drag Queen és un esdeveniment del Carnaval de Las Palmas de Gran Canària. Consisteix en un concert i un programa de televisió a on l'esdeveniment principal és un concurs de drag queens amb actuacions de cantants i números de ball. Els carnavals de Las Palmas de Gran Canària van incloure aquest espectacle per primera vegada el 1998, i amb el pas el temps ha esdevingut un dels esdeveniments més populars de les festivitats. En el concurs de drag queens, es valora el talent artístic, el ball, i la interpretació d'un numero musical. Els participants del concurs actuen tres minuts sobre l'escenari del Parc de Santa Catalina. Dies abans de la Gala, es realitza una preselecció en la qual els millors candidats són triats per actuar a la Gala. A les regles del concurs no hi ha cap limitació de gènere o orientació sexual, tot i que els participants són majoritàriament homes homosexuals. El concurs és transmès pel canal públic nacional espanyol RTVE.